# Chonisczala
Chonisczala – wieś w Gruzji, w regionie Mccheta-Mtianetia, w gminie Duszeti. W 2014 roku liczyła 3 mieszkańców.